# Mia Oremović
Mia Oremović (31. července 1918 – 24. července 2010) byla chorvatská divadelní, filmová a seriálová herečka.

## Vybraná filmografie
- It Was Not in Vain (1957)
- H-8 (1958)
- I Have Two Mothers and Two Fathers (1968)
- One Song a Day Takes Mischief Away (1970)

V roce 1996 byla za celoživotní dílo vyznamenán chorvatskou Cenou Vladimira Nazora.